# Lacanobia spartii
Lacanobia spartii är en fjärilsart som beskrevs av Nikolaus Joseph Brahm 1791. Lacanobia spartii ingår i släktet Lacanobia och familjen nattflyn. Inga underarter finns listade i Catalogue of Life.